# Nickelzippeite
La nickelzippeite è un minerale.